# Blaž Kavčič (politik)
Mag. Blaž Kavčič (* 3. říjen 1951) je slovinský politik.

## Životopis
Kavčič se narodil v Lublani, kde absolvoval základní školu, gymnázium a ekonomickou fakultu místní univerzity. Magisterský titul získal na mariborské univerzitě. V roce 1977 začal pracovat pro podnik zahraničního obchodu Iskra, kterou opustil v roce 1985 z pozice ředitele pro Asii a Dálný východ. Přešel do společnosti Iskra Telematika v Kranji, kde se podílel na její sanaci a vytvoření společného podniku s německou společností Siemens. Do poloviny devadesátých let vykonával ve společné slovinsko-německé společnosti funkci ředitele nebo jeho zástupce, když se střídal se zástupcem Siemensu.
Kavčič se na počátku devadesátých let podílel na přípravě ekonomického programu Demokratické strany Igora Bavčara, v roce 2000 přijal nabídku liberálů, aby za ně kandidoval do Státního shromáždění, kam byl v říjnu 2000 zvolen. Ve volbách v roce 2004 nebyl do Shromáždění zvolen. V roce 2007 byl zvolen do Státní rady RS a 17. prosince 2007 se stal jejím předsedou.